# Night Train (2009)
Night Train (Brasil: Viagem sem Volta) é um filme estadunidense de 2009, lançado diretamente em vídeo, do gênero suspense e mistério, dirigido por Brian King e estrelado por Leelee Sobieski, Steve Zahn e Danny Glover. O filme é uma homenagem a vários filmes clássicos de suspense, como Strangers on a Train (1951), The Lady Vanishes (1938) e The Maltese Falcon (1941), embora o enredo tenha apenas uma semelhança passageira com estes filmes.

## Sinopse
Em uma tempestuosa noite de inverno, um apressado estrangeiro de poucas palavras embarca no último trem, carregando uma pequena caixa e despertando a curiosidade do condutor Miles (Danny Glover). O estrangeiro se senta ao lado de Pete (Steve Zahn), um vendedor de seguros falastrão e de Chloe (Leelee Sobieski), uma misteriosa aluna de medicina. Horas depois, quando Miles vem cobrar a passagem percebe que o estrangeiro está morto. Eis que Chloe lhes dá a ideia de sumir com o corpo e repartir para cada um o enigmático e valioso conteúdo mantido na caixa fechada. Honesto e incorruptível, Miles se nega a cometer tal fato, mas com o tempo, as horas vão passando, a noite vai se tornando cada vez mais longa e o mistério só vai aumentando. Miles vai acabar percebendo que entrou no meio de uma história perigosa e sem volta.

## Elenco
- Danny Glover - Miles
- Leelee Sobieski - Chloe
- Steve Zahn - Pete
- Matthias Schweighöfer - Frankie
- Takatsuna Mukai - Hiro
- Togo Igawa - Yamashita
- Richard O'Brien - Mrs. Froy
- Jo Marr - Mr. Cairo
- Constantine Gregory - Sr. Gutman
- Harry Anichkin - Walter
- Geoff Bell - Detetive